# Pokyr Wedi
Pokyr Wedi – wieś w Armenii, w prowincji Ararat. W 2011 roku liczyła 2772 mieszkańców.